# Oleh Apostol
Oleh Orestovyč Apostol (in ucraino Олег Орестович Апостол?; Ivano-Frankivs'k, 17 aprile 1987) è un generale ucraino, eroe dell'Ucraina, vice comandante in capo delle Forze armate ucraine dal 2024 e dal giugno 2025 a capo delle Forze d'assalto aereo ucraine.

## Biografia
Originario di Ivano-Frankivs'k, nel 2008 si è diplomato presso l'Accademia nazionale delle forze terrestri di Leopoli e ha intrapreso la carriera militare nelle Forze d'assalto aereo ucraine. A partire dal 2014 ha preso parte alle ostilità nell'Ucraina orientale in seguito allo scoppio della guerra del Donbass. Ha partecipato a diverse battaglie, come la liberazione di Slov'jans'k e la difesa dell'aeroporto di Luhans'k, diventando celebre durante i combattimenti per Mykolaïvka quando con la sua unità si è volontariamente esposto al fuoco nemico per individuare le postazioni delle forze separatiste e permettere all'artiglieria ucraina di colpirle. Nel 2018 è stato nominato comandante di un battaglione dell'80ª Brigata d'assalto aereo.
Dopo l'inizio dell'invasione russa dell'Ucraina del 2022 ha preso parte alla difesa della regione di Mykolajiv, liberando numerosi insediamenti in seguito al fallimento della puntata offensiva russa in direzione della città di Mykolaïv. Nel settembre 2022 con la sua brigata ha contribuito al successo della controffensiva nella regione di Charkiv, venendo per questo decorato con la Croce al merito militare da parte del presidente ucraino Volodymyr Zelens'kyj. Nel febbraio 2024 gli è stato affidato il comando della 95ª Brigata d'assalto aereo; è stato inoltre insignito del titolo di Eroe dell'Ucraina, la più alta onorificenza del paese. A partire da agosto ha guidato la sua brigata durante l'offensiva di Kursk. Il 29 novembre 2024 è stato nominato vice comandante in capo delle Forze armate ucraine. Il 26 febbraio 2025 è stato promosso brigadier generale. Il 3 giugno 2025 è stato nominato comandante delle Forze d'assalto aereo ucraine, subentrando a Ihor Skybjuk.